# Saint-Nazaire-d’Aude
Saint-Nazaire-d’Aude település Franciaországban, Aude megyében. Lakosainak száma 2104 fő (2022. január 1.). Saint-Nazaire-d’Aude Ginestas, Marcorignan, Raissac-d’Aude, Saint-Marcel-sur-Aude és Ventenac-en-Minervois községekkel határos.

## Népesség
A település népessége az elmúlt években az alábbi módon változott:
| Lakosok száma | 703  | 854  | 936  | 1629 | 1884 | 1994 | 2032 | 2069 | 2076 | 2104 |
|               | 1968 | 1982 | 1990 | 2006 | 2013 | 2015 | 2017 | 2019 | 2020 | 2022 |